# Heteroonops
Genre
Synonymes
- Matyotia Saaristo, 2001

Heteroonops est un genre d'araignées aranéomorphes de la famille des Oonopidae.

## Distribution
Les espèces de ce genre se rencontrent dans la Caraïbe. Heteroonops spinimanus est pantropicale par introduction.

## Liste des espèces
Selon World Spider Catalog (version 22.5, 28/09/2021) :
- Heteroonops andros Platnick & Dupérré, 2009
- Heteroonops aylinalegreae Dupérré, 2020
- Heteroonops carlosviquezi Dupérré, 2020
- Heteroonops castelloides Platnick & Dupérré, 2009
- Heteroonops castellus (Chickering, 1972)
- Heteroonops colombi Dumitrescu & Georgescu, 1983
- Heteroonops constanza Dupérré, 2020
- Heteroonops croix Platnick & Dupérré, 2009
- Heteroonops gabrielsantosi Dupérré, 2020
- Heteroonops iviei Platnick & Dupérré, 2009
- Heteroonops jurassicus Dupérré, 2020
- Heteroonops macaque Platnick & Dupérré, 2009
- Heteroonops murphyorum Platnick & Dupérré, 2009
- Heteroonops renebarbai Dupérré, 2020
- Heteroonops saba Platnick & Dupérré, 2009
- Heteroonops scapula Dupérré, 2020
- Heteroonops singulus (Gertsch & Davis, 1942)
- Heteroonops solanllycarreroae Dupérré, 2020
- Heteroonops spinigata Platnick & Dupérré, 2009
- Heteroonops spinimanus (Simon, 1892)
- Heteroonops toro Platnick & Dupérré, 2009
- Heteroonops validus (Bryant, 1948)
- Heteroonops vega Platnick & Dupérré, 2009
- Heteroonops verruca Dupérré, 2020
- Heteroonops yuma Dupérré, 2020

## Publication originale
- Dalmas, 1916 : « Révision du genre Orchestina E.S., suivie de la description de nouvelles espèces du genre Oonops et d'une étude sur les Dictynidae du genre Scotolathys. » Annales de la Société Entomologique de France, vol. 85, p. 203-258 (texte intégral).